# Elizabeth Comstock
Elizabeth  Comstock, née le 30 août 1960, est une femme d'affaires américaine, vice-présidente de General Electric. En 2016, elle est incluse dans la liste des 50 femmes les plus puissantes selon le magazine Fortune et des 100 femmes les plus puissantes  selon Forbes.

## Biographie
Elisabeth Comstock est diplômée en biologie du Collège de William et Mary en Virginie. Elle se dirige ensuite vers l'industrie télévisuelle en travaillant d'abord pour CNN et CBS.
Elle rejoint en 1996  la chaine de télévision NBC. En 2006, elle prend en charge l'équipe des médias numériques  de la filiale NBC Universal, qui est à l'origine de la stratégie numérique de la chaine et supervise les ventes d'annonces télévisuelles et le marketing. Elle dirige le programme d'ecomagination environnemental. En 2008, elle prend la responsabilité du marketing pour General Electric. En 2015, elle en devient la vice-présidente s'occupant des Business Innovations ; elle est la première femme à occuper ce poste depuis la création de la compagnie 137 ans plus tôt.